# Ali Aaltonen

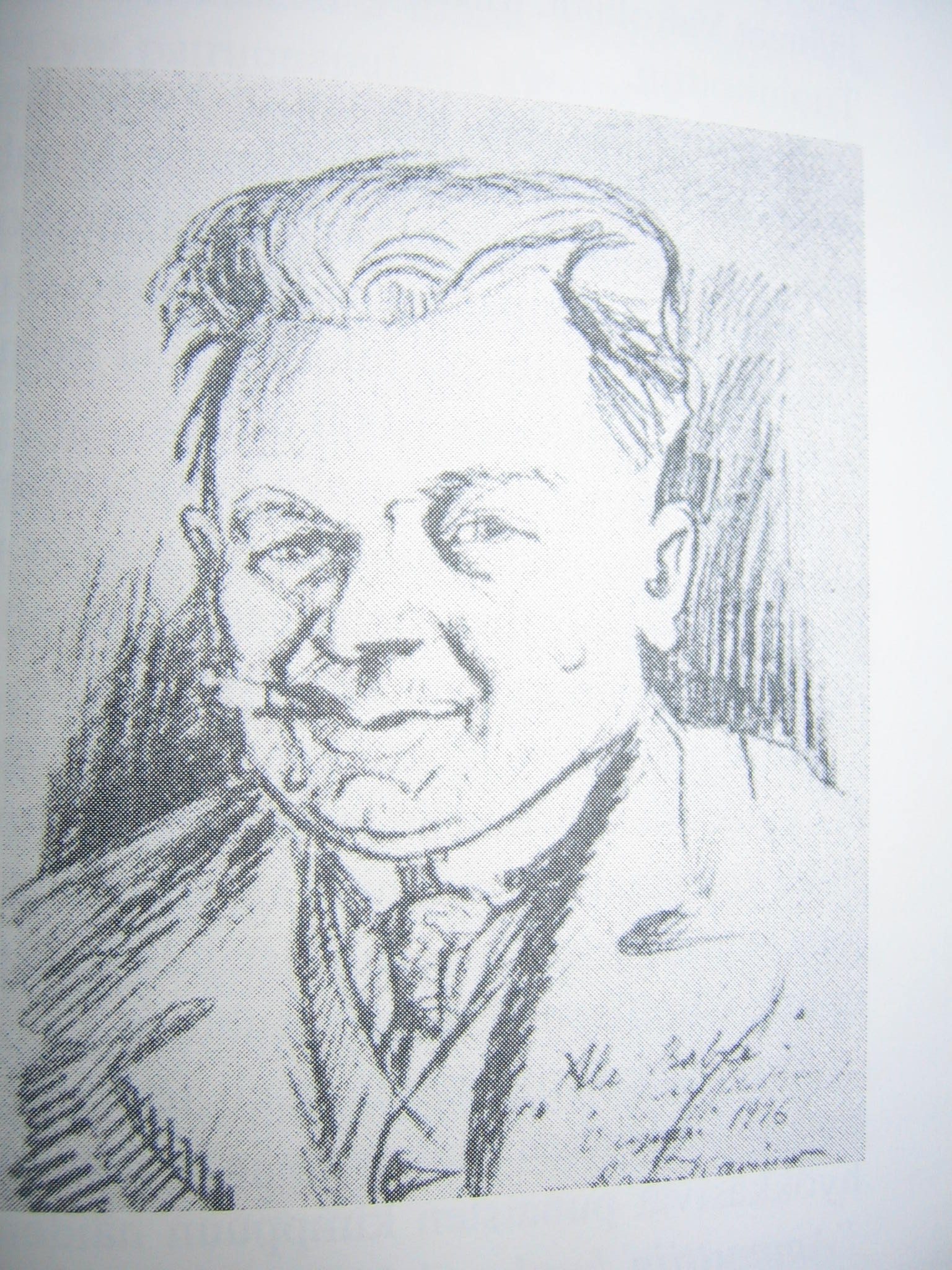
Ali Aaltonen (1917)

Ali Aaltonen (* 1884 in Jämsä; † Mai 1918 in Hennala bei Lahti) war ein Leutnant in der Armee des Russischen Reichs, ein Journalist und ein finnischer Kommunistenführer. 
Vom Dezember 1917 bis zum 28. Januar 1918 war Aaltonen Oberbefehlshaber der finnischen Roten Garden und war in dieser Funktion maßgeblich an der Vorbereitung des sozialistischen Umsturzversuches beteiligt, der dann zum finnischen Bürgerkrieg führte. Im Krieg führte Aaltonen den Angriff auf Näsinlinna in der Schlacht um Tampere. Später wurde er auf dem Bahnhof von Villähde gefangen genommen und in ein Gefangenenlager geschickt. Auf Befehl von Hans Kalm wurde er durch die Regierungsarmee in Hennala 1918 erschossen.
| Personendaten    | Personendaten                                                                            |
| ---------------- | ---------------------------------------------------------------------------------------- |
| NAME             | Aaltonen, Ali                                                                            |
| KURZBESCHREIBUNG | Leutnant in der Armee des Russischen Reichs, Journalist und finnischer Kommunistenführer |
| GEBURTSDATUM     | 1884                                                                                     |
| GEBURTSORT       | Jämsä                                                                                    |
| STERBEDATUM      | Mai 1918                                                                                 |
| STERBEORT        | Hennala                                                                                  |